# 虎尾壠戰爭
虎尾壠戰爭，是台灣荷蘭統治時期荷蘭人與虎尾壠社之間的3次戰役，發生在1637年、1638年、1641年，虎尾壠社人和荷蘭人因獵場之爭而敵對，虎尾壠最終戰敗歸順。

## 概要
1636年2月，荷蘭東印度公司召開第一次村社會議之後，雲嘉一帶的原住民僅剩虎尾壠社及其同盟的西螺社和荷蘭人敵對。因此，1637年10月、1638年11月、1641年11月，公司3次進攻虎尾壠。
1641年11月的第三次戰役，荷蘭人攻下西螺社。1642年2月，虎尾壠人向荷蘭求和，雙方訂定條約，從此歸順。1644年4月，虎尾壠社首次出席地方會議。之後，傳教士也進駐該地。